# 文憲一
文憲一（：／ Moon Heon-il，1953年3月7日—）是大韓民國的政治人物，現任首爾特別市九老區區長。

## 選舉
在第8次全國和地方同時選舉中宣布參選九老區區長，並於2022年5月確定為最終候選人，以國民力量提名。
之後，在正式選舉中當選九老區長，時隔12年從共同民主黨手中奪回九老區長一職。
2022年的大雨之時，曾有人批評因未能妥善處理而加重了損失。 從那時起，進行了設施維護和設施擴建，例如一個簡單的雨水泵站。